# Liste der Bodendenkmale in Strehla
In der Liste der Bodendenkmale in Strehla sind die Bodendenkmale der Stadt Strehla und ihrer Ortsteile nach dem Stand der Auflistung von Harald Quietzsch und Heinz Jacob aus dem Jahr 1982 aufgelistet. Eventuelle Änderungen und Ergänzungen, insbesondere aus der Zeit nach der Wende, sind nicht berücksichtigt, da für Sachsen aktuell keine neueren allgemein zugänglichen Bodendenkmallisten vorliegen. Die Baudenkmale sind in der Liste der Kulturdenkmale in Strehla aufgeführt.
| Denkmal-ID | Fundart            | Ortsteil | Bezeichnung | Zeitstellung    | Lage                                                                                 | Bemerkungen                                                                                                 | Bild |
| ---------- | ------------------ | -------- | ----------- | --------------- | ------------------------------------------------------------------------------------ | --- | ---- |
| ?          | Befestigung > Burg | Görzig   | Wehranlage  | Slawenzeit      | südlich des Orts, Schäferei, zwischen Bad und Elbtalkante                            | Rechteckwall als Kantenbefestigung, Graben verebnet, Schutz seit 3. Januar 1936, erneuert 12. November 1957 |      |
| ?          | besonderer Stein   | Paußnitz | Steinkreuz  | Spätmittelalter | westlicher Ortsausgang, 1975 an der Südseite der Straße nach Schirmenitz aufgestellt | Jahreszahl 1889 nachträglich eingeritzt, Schutz seit 6. Juni 1973                                           |      |
| ?          | besonderer Stein   | Paußnitz | Kreuzstein  | Spätmittelalter | im Ort, in die Nordwestecke der äußeren Kirchhofsmauer eingemauert                   | Platte mit eingearbeitetem langschäftigem Kreuz, Schutz seit 6. Juni 1973                                   |      |
| ?          | Befestigung > Burg | Strehla  | Wehranlage  | Mittelalter     | nördlicher Ortsrand, Hochufer der Elbe, Schlossbereich                               | Befestigung in Ecklage einer Talkante, durch Renaissanceschloss überbaut, Schutz seit 26. März 1962         |      |